# サンエーマチナトシティ
サンエーマチナトシティは、沖縄県浦添市城間にあるサンエーが運営する広域型ショッピングセンター（GMS）であり、同社初の郊外型GMSである。

## 概要
1985年、サンエーにとして初の広域型の大型店舗の「マチナトショッピングセンター」の店名で開業。沖縄県内においても食品、衣料、外食の揃った初の本格的なショッピングセンターであった。また、ゆっくりと買い物を楽しんでもらうため、600台収容可能な無料駐車場（当時）を完備している点もポイントであった。
2013年9月のリニューアルをもって店名を現在の「マチナトシティ」に改称。このリニューアルでは、県内初出店となるアパレルブランド「ジーユー」のオープンが話題を呼んだ。
2025年4月、同年10月末をもって閉店することを発表。同社における浦添市の旗艦店であった一方で、開店から40年を経て施設の老朽化に加え、近隣に自社競合となる広域集客型店舗が増えたことが要因とされる。閉店後の跡地について、2025年春時点では発表されていない。

### 「マチナト」の由来[注 2]
その昔、源為朝が琉球に渡来し、地元の女性と恋に落ち男子をもうけたという有名な故事がある。愛する家族ができたとはいえ、月日がたつにつれ、為朝の望郷の念は増すばかり。ある日故郷を目指し妻子とともに航海にでたが、途中で暴風雨に遭い、琉球に引き返らざるをえなくなった。暴風雨に遭ったのは、女子供を乗せたことで、海神が怒ったからだという。やむなく為朝は妻子を残して、立ち去った。琉球に残された妻と子は、毎日港に出て、ひたすら為朝の帰りを待ち続けたという。この故事にちなんでこの地を、待つ港、マチミナト、マチナトと呼ぶようになったといわれている。

### シンボルマークの由来[注 2]
航海に出た愛する人を港で待つ女性の姿は美しい。それは、為朝の世も今も変らない。古よりマチナトは、そうした女性のイメージの似合う街である。Mの字をシンボライズした中に描かれた2人の女性の神秘的で洗練された横顔に、心のおしゃれを大切にする沖縄女性の気持を表現している。

## 沿革
- 1985年（昭和60年）11月15日 - 「マチナトショッピングセンター」開業[4]。オープンを記念して2千個の風船を飛ばす企画も行われた[9]。

- 1997年（平成9年）5月14日 - 売場を増床しリニューアルオープン。電器館「サンエーマチナト電器館withデオデオ」、和風亭、パレットプラザ、100YENプラザがオープン[10][11]。
- 2009年（平成21年）11月18日 - ドラッグストア「マツモトキヨシ」オープン。
- 2010年（平成22年）2月20日 - リニューアルオープン。これにより、1階の専門店の大部分を閉店し、電器館の売場面積を拡大。
- 2013年（平成25年）9月20日 - 店名を「マチナトシティ」に変更し、開業以来最大のリニューアルを行う。移転に伴って閉店した電器館の1階部分を減築し、駐車場に改装[注 4]。県内初出店の「ジーユー」[6]、スポーツ用品の「ヒマラヤ」がテナントとして入居する。

- 2015年（平成27年）10月1日 - 営業時間を午後11時閉店に変更（一部テナントを除く）。
- 2017年（平成29年）- ヒマラヤが閉店し、「キャンドゥ」、「オンデーズ」などが新たに入居する。
- 2020年（令和2年）4月21日 - 営業時間を午後10時閉店に変更。なお、食品館は午後11時閉店。
- 2025年（令和7年）
  - 3月31日、「ジーユー」がサンエー浦添西海岸 PARCO CITYへ移転のため閉店[3]。
  - 10月31日 - 閉店予定。

## アクセス
路線バス
第二城間バス停下車、徒歩1分-5分。
- 20番・名護西線　（琉球バス交通・沖縄バス）
- 23番・具志川線　（琉球バス交通）※基幹急行バスも停車
- 24番・那覇大謝名線　（琉球バス交通）
- 26番・宜野湾空港線　（琉球バス交通）
- 27番・屋慶名（大謝名）線　（沖縄バス）
- 28番・読谷（楚辺）線　（琉球バス交通・沖縄バス）
- 29番・読谷（喜名）線　（琉球バス交通・沖縄バス）
- 31番・泡瀬西線　（東陽バス）
- 32番・コンベンションセンター線　（沖縄バス）
- 43番・北谷線　（沖縄バス）
- 52番・与勝線　（沖縄バス）
- 63番・謝苅線　（琉球バス交通）
- 80番・与那城線　（沖縄バス）
- 110番・長田具志川線　（琉球バス交通）
- 120番・名護西空港線　（琉球バス交通・沖縄バス）
- 223番・具志川おもろまち線　（琉球バス交通）
- 227番・屋慶名おもろまち線　（沖縄バス）
- 228番・読谷おもろまち線　（琉球バス交通・沖縄バス）
- 263番・謝苅おもろまち線　（琉球バス交通）
- 331番・泡瀬西線基幹急行バス　（東陽バス）
- 777番・屋慶名線基幹急行バス　（沖縄バス）

### 注
1. ↑  同店舗の2km範囲内には、同社の広域型ショッピングセンターである「サンエー浦添西海岸 PARCO CITY」、「宜野湾コンベンションシティ」「経塚シティ」が立地している。
2. 1 2  開店当日の新聞広告より引用（1985年11月15日琉球新報朝刊12面より）
3. ↑  琉球王国の正史『中山世鑑』『おもろさうし』『鎮西琉球記』『椿説弓張月』などでは、源為朝は沖縄の地に逃れ、その子が琉球王家の始祖舜天になったとされる。この話がのちに曲亭馬琴の『椿説弓張月』を産んだ。日琉同祖論と関連づけて語られる事が多く、この話に基づき、大正11年には為朝上陸の碑が建てられた。表側に「上陸の碑」と刻まれて、その左斜め下にはこの碑を建てることに尽力した東郷平八郎の名が刻まれている。なお、『中山世鑑』を編纂した羽地朝秀は、摂政就任後の1673年3月の仕置書（令達及び意見を記し置きした書）で、琉球の人々の祖先は、かつて日本から渡来してきたのであり、また有形無形の名詞はよく通じるが、話し言葉が日本と相違しているのは、遠国のため交通が長い間途絶えていたからであると語り、源為朝が王家の祖先だというだけでなく琉球の人々の祖先が日本からの渡来人であると述べている。
4. ↑  「エディオン マチナトショッピングセンター」が閉店、元々2階にあった衣料館を1階に移転した。